# Ukrainas administrativa indelning
Ukrainas administrativa indelning inbegriper 24 oblast (län) och en autonom republik. Dessutom administreras de två städerna Kiev och Sevastopol separat. Tillsammans motsvarar dessa de 27 delarna i landets regionindelning. Regionerna är uppdelade i rajoner, och på lägre nivå finns ytterligare en förvaltningsindelning kallad hromada.

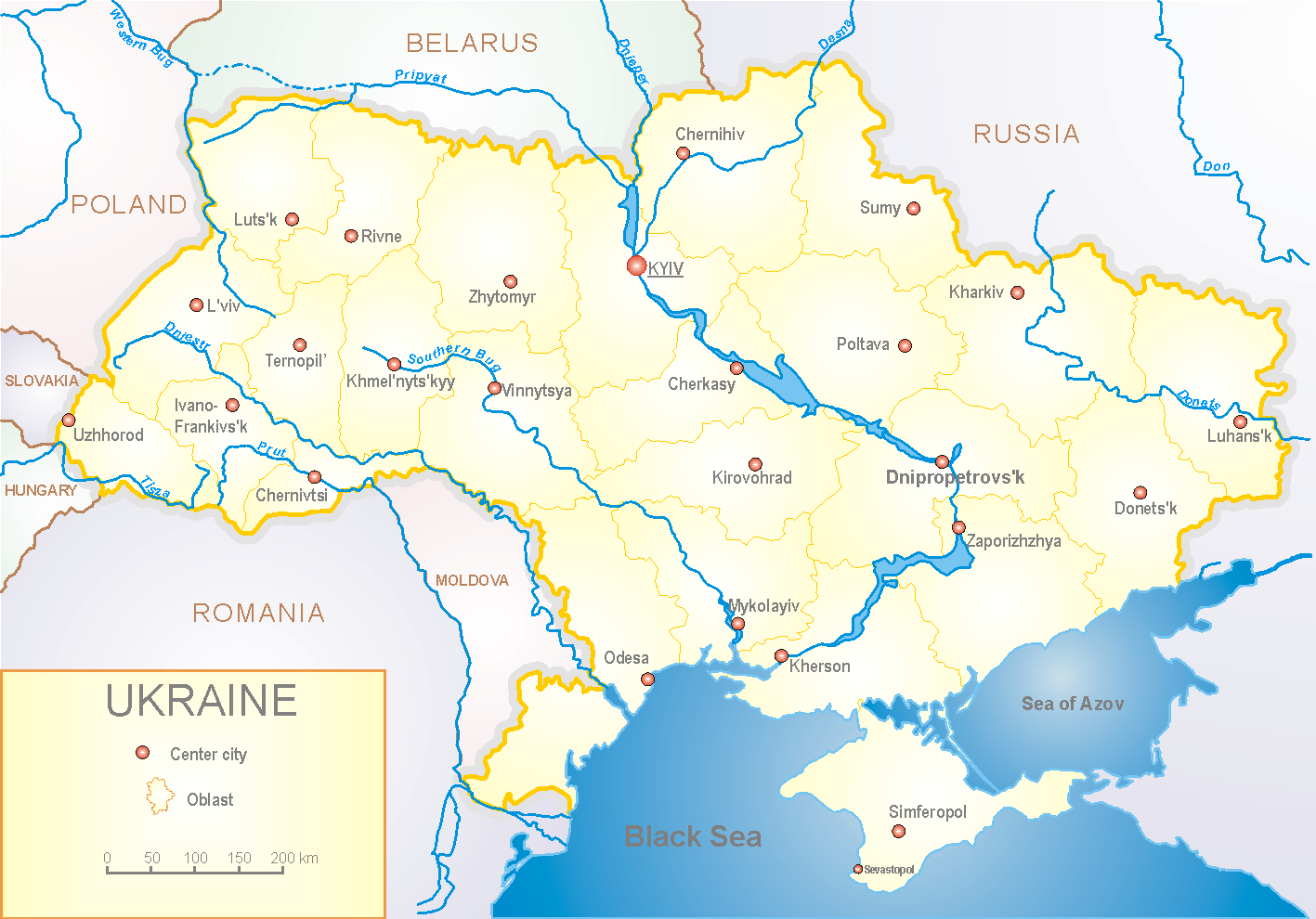
Kartan visar upp Ukrainas oblast samt deras centralorter. Ortsnamnen är här efter engelsk transkription.

## Historik

### Bakgrund
Ukrainas indelning i oblast är ett arv från Sovjetunionen, där Ukrainska SSR hade motsvarande regionindelning. Dagens ukrainska oblast bildades alla mellan 1932 och 1954 (årtalen syns i tabellerna nedan). Oblasten ersatte de tidigare guvernementen, en administrationsform från Ryska imperiet som avskaffades 1929.

### Krim
Halvön Krim tillfördes Ukraina 1954, trots dess tidigare tillhörighet till Ryssland. Vid Sovjetunionens upphörande kom den därför att ingå i det självständiga Ukraina, dels som Autonoma republiken Krim och dels som den separat administrerade staden Sevastopol. Detta ledde till protester från kanske främst den ryska befolkningsmajoriteten på halvön. Både den autonoma republiken och Sevastopol leddes sedan 1990-talet av styrande utsedda på federal nivå. Detta var följden av en maktdelning, stadfäst 1997, där Ryssland tilläts fortsätta använda Sevastopol som en flottbas medan halvön i övrigt knöts fastare till Ukraina. I Krim-republikens författning från 1998 finns ingen post som statschef.
Sedan mars 2014 saknar Ukraina militär kontroll över Krimhalvön (autonoma republiken Krim och Sevastopol). Efter en militär intervention från Ryska federationen februari/mars 2014 och en efterföljande, mycket omdiskuterad omröstning, har hela halvön anslutits till Ryssland. Den hastiga och unilaterala processen har fördömts av EU och ett stort antal länder.

## Länsindelning

### Oblast
| Oblast                 | Ukrainska                                         | Traditionellt                                            | Huvudort (oblastets etabl.år) |
| ---------------------- | ------------------------------------------------- | -------------------------------------------------------- | ----------------------------- |
| Charkiv oblast         | Харківська область Charkivska oblast              | Харківщина Charkivsjtjyna, Слобожанщина Slobozjansjtjyna | Charkiv (1932)                |
| Cherson oblast         | Херсонська область Chersonska oblast              | Херсонщина Chersonsjtjyna                                | Cherson (1944)                |
| Chmelnytskyj oblast    | Хмельнитська область Chmelnytska oblast           | Хмельниччина Chmelnytjtjyna                              | Chmelnytskyj (1937)           |
| Dnipropetrovsk oblast  | Дніпропетровська область Dnipropetrovska oblast   | Дніпропетровщина Dnipropetrovsjtjyna                     | Dnipro (1932)                 |
| Donetsk oblast         | Донецька область Donetska oblast                  | Донеччина Donetjtjyna                                    | Donetsk (1932)                |
| Ivano-Frankivsk oblast | Івано-Франківська область Ivano-Frankivska oblast | Івано-Франківщина Ivano-Frankivsjtjyna                   | Ivano-Frankivsk (1939)        |
| Kiev oblast            | Київська область Kyjivska oblast                  | Київщина Kyjivsjtjyna                                    | Kiev (1932)                   |
| Kirovohrad oblast      | Кіровоградська область Kirovohradska oblast       | Кіровоградщина Kirovohradsjtjyna                         | Kropyvnytskyj (1939)          |
| Luhansk oblast         | Луганська область Luhanska oblast                 | Луганщина, Лугань Luhansjtjyna, Luhan                    | Luhansk (1938)                |
| Lviv oblast            | Львівська область Lvivska oblast                  | Львівщина Lvivsjtjyna                                    | Lviv (1939)                   |
| Mykolajiv oblast       | Миколаївська область Mykolajivska oblast          | Миколаївщина Mykolajivsjtjyna                            | Mykolajiv (1937)              |
| Odessa oblast          | Одеська область Odeska oblast                     | Одещина Odesjtjyna                                       | Odessa (1932)                 |
| Poltava oblast         | Полтавська область Poltavska oblast               | Полтавщина Poltavsjtjyna                                 | Poltava (1937)                |
| Rivne oblast           | Рівненська область Rivnenska oblast               | Рівненщина Rivnensjtjyna                                 | Rivne (1939)                  |
| Sumy oblast            | Сумська область Sumska oblast                     | Сумщина Sumsjtjyna                                       | Sumy (1939)                   |
| Ternopil oblast        | Тернопільська область Ternopilska oblast          | Тернопільщина Ternopilsjtjyna                            | Ternopil (1939)               |
| Tjerkasy oblast        | Черкаська область Tjerkaska oblast                | Черкащина Tjerkasjtjyna                                  | Tjerkasy (1954)               |
| Tjernihiv oblast       | Чернігівська область Tjernihivska oblast          | Чернігівщина Tjernihivsjtjyna                            | Tjernihiv (1932)              |
| Tjernivtsi oblast      | Черніветська область Tjernivetska oblast          | Чернівеччина Tjernivetjtjyna                             | Tjernivtsi (1940)             |
| Vinnytsia oblast       | Вінницька область Vinnytska oblast                | Вінниччина Vinnytjtjyna                                  | Vinnytsia (1932)              |
| Volyn oblast           | Волинська область Volynska oblast                 | Волинь Volyn                                             | Lutsk (1939)                  |
| Zakarpattia oblast     | Закарпатська область Zakarpatska oblast           | Закарпаттіа Zakarpattia                                  | Uzjhorod (1946)               |
| Zaporizjzja oblast     | Запорізька область Zaporizka oblast               | Запоріжчина Zaporizjtjyna                                | Zaporizjzja (1939)            |
| Zjytomyr oblast        | Житомирська область Zjytomyrska oblast            | Житомирщина Zjytomyrsjtjyna                              | Zjytomyr (1937)               |

### Autonom republik
Utöver oblasten finns i Ukraina även en autonom republik – Autonoma republiken Krim. I månadsskiftet februari/mars 2014 skedde ett maktövertagande i republiken, delvis stött på trupper från Ryska federationen. Halvön Krim befästes därefter av trupper från eller lojala med Ryska federationen. Efter en snabbutlyst folkomröstning, som fördömts både internationellt och av Ukraina, skedde i slutet av mars en associering av halvön (inklusive den separat administrerade staden Sevastopol) med Ryska federationen. Ryska federationen är det enda land som erkänt denna nya status för halvön, vilken EU och ett antal andra stater ser som en rysk annektering av Krim. Se vidare Krimkrisen 2014 och Republiken Krim.
| Autonoma republiken Krim | Автономна Республіка Крим Autonoma republiken Krim |  | Simferopol |

### Självstyrande städer
De två städerna Kiev och Sevastopol (egen administration 1937) är självstyrande administrativa enheter, utanför oblasten och autonoma republiken Krim. Angående Sevastopol, se ovan om Krim.

## Lista över Ukrainas administrativa enheter
(Statusen 12 januari 2011)

### Regioner
- autonom republik – 1
- oblast – 24
- städer med speciell status – 2

### Distrikt etc
- distrikt (rajoner) – 490
- städer av regional betydelse – 178
- distrikt i städer – 118
- andra städer (av distriktsbetydelse) – 279
- städer – 885
- byar – 28 457 (byråd – 10 278)